# Robert Edler (Komponist)
Robert Edler (* 10. November 1912 in Heilbronn; † 14. August 1986 ebenda) war ein deutscher Komponist von Chormusik, der sowohl unter seinem eigenen Namen als auch unter dem Pseudonym Max Orrel in Erscheinung trat.

## Leben
Robert Edler besuchte als 17-Jähriger das Stuttgarter Konservatorium, ab 1937 die Musikhochschule in Weimar. Erste Orchesterkompositionen Edlers wurden durch Paul Hindemiths damals erschienene Unterweisungen im Tonsatz angeregt. Über den Kontakt mit dem Frankfurter Komponisten Bruno Stürmer (1892–1958) fand Edler schließlich zur Lyrik, woraufhin er sich der Chormusik zuwandte.
1947 wurde er Gauchormeister des Heilbronner Sängergaus, 1957 trat er in den Musikbeirat des Schwäbischen Sängerbundes ein, ab 1969 war er Dozent am Chorleiterseminar der Staatlichen Hochschule für Musik in Trossingen. 1971 gründete er im Rahmen einer Auftragskomposition für die Stadt Heilbronn anlässlich der Feierlichkeiten zum Stadtjubiläum „600 Jahre Selbstverwaltung“ den Madrigalchor Edler, der das gesamte Spektrum der Chormusik abdeckt und neben zahlreichen Gastspielen auch mehrere Rundfunk- und Schallplattenaufnahmen absolvierte.

## Auszeichnungen
Edler wurde 1979 mit der Verdienstmedaille des Landes Baden-Württemberg ausgezeichnet und 1982 mit dem Ehrenring der Stadt Heilbronn. In Ilsfeld wurde der Robert-Edler-Weg nach dem Komponisten benannt. Die von Edlers Witwe gegründete Robert-Edler-Stiftung vergibt seit 1999 den Robert-Edler-Preis für Chormusik, zu dessen Preisträgern zählt Frieder Bernius. Der Sängergau Heilbronn vergibt die Robert-Edler-Medaille. Die erste mit dieser Medaille geehrte Person war Margarete Butz, die Texte zu vielen Kompositionen Edlers geschrieben hatte.

## Werke
In Edlers zahlreiche Kompositionen flossen Inspirationen des Jazz, elektronischer Musik und das serielle Reihungsprinzip ein. Während er unter seinem eigenen Namen eher komplexere Kompositionen veröffentlichte, wählte er für volkstümlichere Werke das Pseudonym Max Orrel. Werke von Edler haben Eingang in viele Chorliederbücher gefunden. Sein zwölf Ordner umfassender Nachlass wird im Stadtarchiv Heilbronn verwahrt.

## Tonaufnahmen
- Madrigal-Chor Edler: Deutsche Messe – Sprache des Herzens
- Madrigal-Chor Edler: Madrigale – Silcher – Brahms – Volksweisen